# Geologisk Museum
Geologisk Museum var et separat museum for geologi, placeret i den nordøstlige del af den Botanisk Have i København. Det er nu en del af Statens Naturhistoriske Museum (sammen med Botanisk Have og Zoologisk Museum) i stedet for et særskilt museum, men stadig på sammen lokalitet og med geologiske udstillinger.

## Historie
Geologisk Museum var en del af Statens Naturhistoriske Museum, hvis samlinger har rødder helt tilbage til 1600-tallets samlinger Museum Wormianum og Det Kongelige Kunstkammer. Som egentligt universitetsmuseum kan Geologisk Museum føres tilbage til 1772, hvor "Universitetets Nye Natural Theater" blev indviet i Kommunitetsbygningen i Nørregade i København. Her forblev museet i 120 år, og i denne periode voksede samlingerne betydeligt, bl.a. ved tilgang af private og kongelige samlinger, herunder værdifulde samlinger fra Christian VIII's 2. Particulaire Mineralcabinet. I 1810 købte Grev Joachim Godske Moltke universitetets zoologiske og mineralogiske samlinger, forenede dem med sin faders betydelige samlinger og skænkede det hele tilbage til universitetet tillige med 200 rigsdaler årligt til museets drift og samlingernes forøgelse. Museets navn blev herefter "Grev Moltkes Universitetet tilhørende Mineralogiske Museum".
I 1893 flyttede museet sammen med Universitetets Kemiske Laboratorium til en nyopført bygning på Øster Voldgade i København. Få år efter kunne de første udstillingssale åbnes for publikum. I 1962 fraflyttede kemikerne bygningen, og geologerne overtog hele Østervold 5-7.
I 2004 blev det slået sammen med andre naturhistoriske museer i København og i 2020 skiftede det nye samlede museum officielt navn til Statens Naturhistoriske Museum.

## Udstillinger
Geologisk Museum har skiftende såvel som permanente udstillinger, eksempelvis den permanente udstilling Mineralsalen, som stadig ligger i bygningen. Her præsenteres mineralerne i en krystalkemisk rækkefølge begyndende med grundstoffer som guld og sølv og sluttende med silikater som f.eks. feldspat og zeolitter.
Ved indgangen til museumsbygningen kan man se meteoritten Agpalilik på 20,1 ton, der blev fundet ved Kap York i Grønland.
Bygningen har to trapperotunder, der er udsmykket med kunst. Den ene rotunde er udsmykket af maleren Oscar Matthiesen, den anden er udsmykket af kunstneren og geologen Per Kirkeby. Kirkeby-rotunden blev indviet i 2004.